# Saint-Martin-lez-Tatinghem
Saint-Martin-lez-Tatinghem é uma comuna francesa na região administrativa de Altos da França, no departamento de Pas-de-Calais. Estende-se por uma área de 11.54 km². Em 2010 a comuna tinha 6 048 habitantes (densidade: 524,1 hab./km²).
Foi criada em 1 de janeiro de 2016, a partir da fusão das antigas comunas de Saint-Martin-au-Laërt e Tatinghem.